# Incanestrato di Castel del Monte
l'Incanestrato di Castel del Monte è un formaggio prodotto in Abruzzo, a Castel del Monte in provincia dell'Aquila; fa parte dei Prodotti agroalimentari tradizionali abruzzesi e dei Presidi Slow Food dell’Abruzzo.